# Palau (Italie)
Pour les articles homonymes, voir Palau.
Ne doit pas être confondu avec Palaos, en anglais Palau
Palau est une commune italienne de la province de Sassari en Sardaigne.

## Histoire
La première mention de Palau apparait dans les premières cartes cadastrales des États Sardes, et les premières traces de population datent de la première moitié du XIXe siècle, lorsque des bergers qui vivaient dans la campagne environnante se sont installés pour surveiller leurs terres à partir d'un point stratégique.
Selon l'Odyssée, Ulysse est arrivé à Palau  et y a trouvé un peuple appelé Lestrigoni, ayant la réputation d'être cannibales.
En 1793, durant une attaque française pendant la guerre entre la nouvelle République et le royaume de Sardaigne, le jeune lieutenant Bonaparte, qui cherchait à occuper l'île de La Maddalena, a été rejetée à la mer et obligé à fuir par les marins locaux, dirigés par Domenico Millelire.

## Administration
| Période                                  | Période | Identité            | Étiquette | Qualité |
| ---------------------------------------- | ------- | ------------------- | --------- | ------- |
|                                          |         | Sebastiano Pirredda |           |         |
| Les données manquantes sont à compléter. |         |                     |           |         |

### Églises
- Église Notre-Dame-des-Grâces
- Chapelle de San Vincente

### Jumelage
Saint-Genest-Lerpt (France) depuis 2005.

### Communes limitrophes
Arzachena, Santa Teresa Gallura, Tempio Pausania

## Économie
Le port de Palau assure la liaison par ferries avec l'archipel de La Maddalena.